# ルイス郡 (ニューヨーク州)
ルイス郡（英: Lewis County）は、アメリカ合衆国ニューヨーク州の中央部北に位置する郡である。2010年国勢調査での人口は27,087人であり、2000年の26,944人から0.5%増加した。郡庁所在地はラウビル村（Lowville、[ˈlaʊvɪl]、人口3,470人）であり、同郡で人口最大の村でもある。郡名は郡が設立された1805年にニューヨーク州知事を務めていたモーガン・ルイスに因んで名づけられた。

## 歴史
1683年にニューヨーク植民地で郡が作られたとき、現在のルイス郡地域はオールバニ郡に属していた。これは巨大な郡であり、ニューヨーク州北部とバーモント州の全てを含んでおり、さらに理論的には西の太平洋岸まで広がっていた。1766年7月3日に、カンバーランド郡を分離し、1770年3月16日にグロスター郡を分離したが、どちらも現在はバーモント州に含まれている。
1772年3月12日、オールバニ郡の残りが3つに分割され、1つはオールバニ郡の名前で残った。1つは西部に作られたトライアン郡だった。トライアン郡の東部境界は現在のスケネクタディ市の西約5マイル (8 km) にあり、アディロンダック山地の西側と、デラウェア川西支流より西の領域を含んでいた。トライオン郡に指定された地域には現在のニューヨーク州37郡が入っている。ニューヨーク植民地総督のウィリアム・トライアンに因んで名付けられた。
1776年に先立つ年に、トライアン郡のロイヤリストは大半がカナダに逃亡した。1784年、アメリカ独立戦争を終わらせた条約締結に続いて、トライアン郡はモンゴメリー郡に改名された。これは独立戦争時の将軍リチャード・モントゴメリーに因む命名だった。モントゴメリーはカナダで数か所を占領した後、ケベック市攻略中に戦死した。憎まれたイギリスの総督に代わる命名だった。
1789年、モンゴメリー郡からオンタリオ郡が分離した。このときのオンタリオ郡は現在の領域よりもかなり広かった。現在のアリゲイニー郡、カタラウガス郡、シャトークア郡、エリー郡、ジェネシー郡、モンロー郡、ナイアガラ郡、オーリンズ郡、スチューベン郡、ワイオミング郡、イェーツ郡の全体と、スカイラー郡、ウェイン郡の一部が含まれていた。
1791年に行われたマコーム買収では、現在のルイス郡もその中に入っていた。
1791年、モンゴメリー郡からハーキマー郡が、タイオガ郡とオチゴ郡と共に分離した。1794年、ハーキマー郡からオノンダガ郡が分離して設立された。このオノンダガ郡でもまだ広く、現在のカユガ郡、コートランド郡およびオスウェゴ郡の一部が含まれていた。
1798年、オナイダ郡がハーキマー郡から分離して設立された。当時は現在のジェファーソン郡、ルイス郡およびオスウェゴ郡の一部が含まれていた。
1805年ルイス郡がオナイダ郡から分離して設立された。
1997年1月、郡域の大半が記録破りの暴風雪に見舞われ、24時間で6.5フィート (2.0 m) 近くが積もった。
ルイス郡は以前に5つの町を組織し法人化していた。すなわちレイドン、チューリン、マーティンズバーグ、ラウビル、ハリスバーグである。現在は17になっている。一番古いのがレイドンであり、1797年の法人化だった。それから55年の間に17の町が法人化された。

## 地理
ルイス郡はニューヨーク州北西部にあり、シラキュース市の真北やや東寄りに位置している。郡東部にはアディロンダック公園がある。西部にはタグヒル台地が多く入っている。郡内にはブラック川バレーがある。
アメリカ合衆国国勢調査局に拠れば、郡域全面積は1,290平方マイル (3,341.1 km2)であり、このうち陸地1,275平方マイル (3,302.2 km2)、水域は14平方マイル (36.3 km2)で水域率は1.12%である。

### 隣接する郡
- セントローレンス郡 - 北
- ハーキマー郡 - 東
- オナイダ郡 - 南
- オスウェゴ郡 - 西
- ジェファーソン郡 - 北西

## 人口動態
以下は2000年国勢調査による人口統計データである。
| 基礎データ - 人口: 26,944 人 - 世帯数: 10,040 世帯 - 家族数: 7,309 家族 - 人口密度: 8人/km2（21人/mi2） - 住居数: 15,134 軒 - 住居密度: 5軒/km2（12軒/mi2） 人種別人口構成 - 白人: 98.17% - アフリカン・アメリカン: 0.39% - ネイティブ・アメリカン: 0.28% - アジア人: 0.23% - 太平洋諸島系: 0.05% - その他の人種: 0.28% - 混血: 0.59% - ヒスパニック・ラテン系: 0.64% 先祖による構成 - ドイツ系：28.8% - フランス系：13.8% - アイルランド系：13.1% - イギリス系：9.2% - アメリカ人：6.5% - ポーランド系：5.3% 言語による構成 - 英語：97.3% - スペイン語：1.0% | 年齢別人口構成 - 18歳未満: 27.8% - 18-24歳: 7.7% - 25-44歳: 28.2% - 45-64歳: 22.5% - 65歳以上: 13.8% - 年齢の中央値: 37歳 - 性比（女性100人あたり男性の人口） - 総人口: 98.6 - 18歳以上: 97.6 世帯と家族（対世帯数） - 18歳未満の子供がいる: 35.3% - 結婚・同居している夫婦: 59.4% - 未婚・離婚・死別女性が世帯主: 8.4% - 非家族世帯: 27.2% - 単身世帯: 22.6% - 65歳以上の老人1人暮らし: 10.8% - 平均構成人数 - 世帯: 2.66人 - 家族: 3.12人 収入と家計 - 収入の中央値 - 世帯: 34,361米ドル - 家族: 39,287米ドル - 性別 - 男性: 30,479米ドル - 女性: 21,115米ドル - 人口1人あたり収入: 14,971米ドル - 貧困線以下 - 対人口: 13.2% - 対家族数: 10.1% - 18歳未満: 16.4% - 65歳以上: 14.0% |

### 町と村
- カスターランド村
- コンスタブルビル村
- コペンハーゲン村
- クローガン町
- クローガン村
- デンマーク町
- ダイアナ町
- グレンフィールド町
- グリーグ町
- ハリスバーグ町
- ハリスビル村
- ハイマーケット（元は町、ウェストチューリンと合併）
- ルイス町
- レイデン町
- ラウビル村 - 郡庁所在地
- ラウビル町
- ライアンズフォールズ村
- ライアンズデール町
- マーティンズバーグ町
- モンタギュー町
- ニューブレーメン町
- オセオラ町
- ピンクニー町
- ポートレイデン村
- チューリン町
- チューリン村
- ワトソン町
- ウェストチューリン町

## 著名な出身者
カイル・ウィドリック、ルイス郡生まれの企業家、ベンチャー資本家、"PostGradApartments.com" を立ち上げ、その後主導的なカレッジのオーディエンス・ポータルに買収された。現在は、フォーブスのリストに入ったJ・クリストファー・バーチが設立した消費財、インターネット、ディスラプティブ技術に特化した世界的ベンチャーキャピタル・ファンドであるバーチ・クリエイティブ・キャピタルの主任をしている。

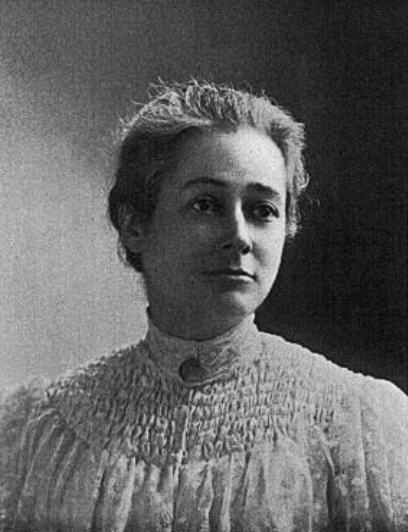
フローレンス・オーガスタ・メリアム・ベイリー

フローレンス・オーガスタ・メリアム・ベイリー（1863年8月8日-1948年9月22日）、鳥類学者、自然に関する著作家。ニューヨーク州ロカストグローブで生まれた。クリントン・ハート・メリアムの妹。レイドンの町にある家族の資産「ホームウッド」で育った。そこにある野原や森林はタグヒル台地とアディロンダック山地の間にあるブラック川バレーにあり、自然史の研究に理想的な環境だった。兄弟や父に自然に関する興味を与えられた。父は科学的なことに興味があり、1871年の夏にヨセミテで出会ったジョン・ミューアと文通していた。フローレンスは南北戦争中に生まれており、鳥類の研究と保護に生涯を捧げた。鳥類学の研究の中から、野鳥類のフィールドガイドなど10冊の本を上梓し、また100近くの記事も書いた。子供の様に鳥に興味を持っていたが、スミス・カレッジに在学したときに博物学者としての認知を得た。ファッションに鳥の羽や鳥全体を使ったりすることに嫌悪感を抱き、スミス・カレッジ・オーデュボン協会を設立した。
クリントン・ハート・メリアム（1855年12月5日-1942年3月19日）、動物学者、鳥類学者、昆虫学者、民族誌学者、博物学者。1886年、アメリカ合衆国農務省合理的鳥類学および哺乳類学局の初代局長になった。この局は後に全米野生生物研究センターと合衆国魚類野生生物局になった。1888年には米国地理学協会創設者の1人となった。「生物分布帯」という概念を発展させ、赤道から北極まで緯度で分けた中に高度も取り入れて北アメリカで見られる生物群系を分類した。哺乳類学では過剰な分類家としても知られ、例えば北アメリカのヒグマの種を幾つかの属に分ける提案をした。後半生ではメリアム家の資産を背景に、アメリカ合衆国西部のインディアンの研究と援助に焦点を移した。中央カリフォルニアの伝説や民俗地理学に果たした貢献が特筆される。